# Aria di famiglia (album)
Aria di famiglia è un album raccolta del cantautore italiano Mimmo Locasciulli, pubblicato nel 2002 dall'etichetta discografica Hobo.

## Descrizione
Questa raccolta, quattordicesimo lavoro pubblicato da Mimmo Locasciulli, è composta da 25 brani, 21 già conosciuti tutti rivisitati negli arrangiamenti e 4 inediti. L'album è suddiviso in due dischi: il primo raccoglie il meglio degli anni '80, mentre il secondo si concentra sulla produzione degli anni '90. 
Nel disco ci sono duetti con altri artisti: con Paola Turci canta Il suono delle campane, con Andrea Mirò Due amiche e con Enrico Ruggeri Confusi in un playback. Con quest'ultimo ha scritto Aria di famiglia.
Paolo Fresu suona tromba e filicorno in Una vita che scappa e Ballando. Hanno collaborato anche Greg Cohen al contrabbasso e Francesco De Gregori alla chitarra acustica.
I 4 inediti sono: Aria di famiglia, Che fine farò, Alice è felice e Un giorno qualunque.
La canzone Topi, muri sporchi e lamè faceva parte dalla colonna sonora originale del film La vera vita di Antonio H. del 1994 diretto da Enzo Monteleone. 

## Tracce
CD (Hobo, HOB 508388 2)
Disco1
1. Aria di famiglia
2. Piccola luce
3. Svegliami domattina
4. Due ore
5. Gli occhi
6. Cala la Luna
7. Intorno a trentanni
8. Buona fortuna
9. Confusi in un playback (feat. Enrico Ruggeri)
10. Ballando
11. Una vita che scappa
12. Luna vagabonda
13. Che fine farò (testo: S. Cazzato, Mimmo Locasciulli – musica: S. Cazzato)

Disco2
1. Alice è felice
2. Avrò diamanti
3. Due amiche (feat. Andrea Mirò)
4. Il giorno più difficile
5. Good Night With... / Tango dietro l'angolo
6. Povero me
7. Delitti perfetti
8. Topi, muri sporchi e lamè
9. Il suono delle campane (feat. Paola Turci)
10. La pioggia e l'esilio
11. Qualcosa farò
12. Un giorno qualunque

## Formazione
- Mimmo Locasciulli - voce, chitarra
- Greg Cohen - contrabbasso
- Francesco De Gregori - chitarra acustica
- Paolo Fresu - tromba, flicorno